# قسم رونيز الريفي (مقاطعة استبهان)
قسم رونيز الريفي (بالفارسية: دهستان رونیز) هي منطقة ريفية تقع في منطقة رونيز في إيران. يقدر عدد سكانها بـ 5,639 نسمة .